# Jordi Masip i Lopez
Jordi Masip i Lopez (Sabadell, 3 de gener de 1989) és un exfutbolista català, que jugava en la posició de porter. Va ser internacional amb la selecció catalana.

## Trajectòria esportiva
Fins a l'any 2008 Masip va jugar al Juvenil A. Aquest equip va ser finalista el 2008, perdent a la Copa del Rei Juvenil contra el Sevilla FC. La temporada 2008/2009 va jugar cedit a la Unió Esportiva Vilajuïga a la Tercera Divisió.
El 2009 va esdevenir el tercer porter del FC Barcelona Atlètic darrere de Rubén Miño i Oier Olazábal. Va debutar el desembre de 2009 contra el València Club de Futbol Mestalla, a la Segona Divisió B, de la mà de Luis Enrique.
El seu debut amb el primer equip va ser el 7 d'agost del 2011 en un amistós contra el Club América mexicà, al Cowboys Stadium de Dallas.
El 20 de maig de 2014 el FC Barcelona va anunciar la renovació del seu contracte, que el vincula amb el club fins fins a la temporada 2016/17, amb una clàusula de rescissió de 35 milions d'euros. Masip serà el tercer porter del primer equip barcelonista per la temporada 2014-15.
Durant la temporada 2014-15, fa el seu debut oficial al Camp Nou contra el SD Huesca, durant la tornada dels setzens de final de la Copa del Rei. Encaixà un gol, en un partit que acabà 8-1.
El 2017 acabava contracte, i el Barça li va comunicar que no el renovaria.

### Valladolid
El 17 de juliol de 2017, com a agent lliure Masip va signar un contracte per tres anys amb el Reial Valladolid. Va jugar tots els minuts de lliga de la seva temporada de debut llevat dels moments finals dels play-off d'ascens contra el CD Numancia, quan l'entrenador Sergio va premiar el suplent Isaac Becerra amb alguns minuts, amb la promoció ja assegurada. Masip va assolir així l'ascens a primera divisió espanyola en el seu primer any a l'equip.
Tot i l'interès d'altres clubs, com ara el Sevilla FC i el RC Celta de Vigo, Masip va ampliar el seu contracte el 2019 per quedar-se a l'Estadio José Zorrilla fins al 2022.
El setembre de 2020, Masip va patir COVID-19, i va jugar en lloc seu Roberto Jiménez. Va disputar aproximadament dos terços dels partits de Primera divisió espanyola de futbol 2020–21, en què l'equip va perdre la categoria, inclosos partits en els quals el seu company va patir el mateix virus al març; La temporada 2021–22 fou suplent fins al desembre.
El juny de 2024 va finalitzar el seu contracte amb el Valladolid, el qual no es va renovar, i després del mercat d'estiu va quedar sense equip, en un moment en què era el jugador en actiu que més partits ha jugat amb la samarreta del Reial Valladolid, 227, en set temporades, en què va sumar 20.361 minuts. A Primera en va jugar 123, mentre que a Segona en va acumular 96, sumant també partits de Copa i de playoff fins als 227.

## Internacional

### Catalunya
El 28 de desembre de 2016 va disputar com a titular amb la selecció catalana el Trofeu Catalunya Internacional 2016, un partit contra la selecció de Tunísia que va acabar en empat 3 a 3 i finalment en victòria tunisenca a la tanda de penals.

## Palmarès

### FC Barcelona
- 1 Campionat del Món de Clubs de futbol (2015[16])
- 1 Lliga de Campions: (2014-15[17])
- 2 Lligues espanyoles: (2014-15[18] i 2015-16[19])
- 3 Copes del Rei: (2014-15[20] 2015-16[21] i 2016-17[22])
- 1 Supercopa d'Europa: (2015)[23]
- 1 Supercopa d'Espanya: (2016[24])